# 鍾正道
钟正道（Thomas CHUNG），台湾人。深入研究饮料学30多年，编著饮料学讲义资料达200万字。
从1995年开始，担任台北法国食品协会（SOPEXA）特邀葡萄酒培训师至今，同时是台湾各大学院校的饮料学讲师。1997年开始，应法国食品协会所邀，在北京、上海、广州、厦门、长沙等城市开展葡萄酒教育培训工作，以庞博精深的学问、生动风趣的教学风格，成为海峡两岸独具知名度的葡萄酒讲师。其作品常见于台湾与大陸各餐饮、时尚、生活类杂志、报纸，为多家专业媒体的葡萄酒专栏作家。曾担任上海国际酒展法国顾问、上海国际酒展欧盟顾问、法国VDP英国100大评审、2007年法国VDP总顾问等，曾担任广州出版集团葡萄酒杂志顾问。

## 主要著作
- 《葡萄酒101问：经典品鉴百科》